# Matthias Breitkreutz
Matthias Breitkreutz (* 12. Mai 1971 in Crivitz) ist ein ehemaliger deutscher Fußballspieler.

## Sportliche Laufbahn
Breitkreutz spielte zunächst in den Jugendmannschaften der SG Dynamo Schwerin und des BFC Dynamo. Bei der BFC-Reserve debütiert er noch als 17-jähriges Talent Anfang Mai 1989 in der zweitklassigen Liga des DDR-Fußballs im Männerbereich.
Im Jahr 1991 wechselte Breitkreutz gemeinsam mit Stefan Beinlich vom PFV Bergmann-Borsig zum englischen Club Aston Villa und wurde 1992/93 der erste deutsche Profifußballer, der in der neu gegründeten englischen Premier League zum Einsatz kam. In der Spielzeit 1994/95 holte Frank Pagelsdorf die beiden deutschen Mittelfeldakteure zum damaligen Zweitligisten Hansa Rostock, wo beide sofort als Stammspieler den Aufstieg in die Bundesliga schafften.
Insgesamt erzielte Breitkreutz zwölf Bundesligatore in 116 Bundesligaspielen. In der 2. Liga absolvierte er 33 Partien, in denen er drei Tore schoss. Zu seinen größten Erfolgen zählt der sechste Platz des FC Hansa Rostock in der Bundesliga-Saison 1995/96, an dem er maßgeblich mitwirkte, sowie der Meistertitel im DFB-Hallenpokal 1998 unter Trainer Ewald Lienen. Im Jahr 2003 beendete er seine Karriere beim FC Augsburg.

## Spielweise
Matthias Breitkreutz zeichnete sich durch Genialität aus, jedoch wurde ihm gelegentlich mangelnde Arbeits- beziehungsweise Trainingsmoral unterstellt. Auffällig war der Linksfuß insbesondere bei Standardsituationen, so gelangen ihm einige bemerkenswerte Freistoßtore. Gern wurde er als „Regisseur“ bezeichnet.

## Berufliche Laufbahn
Nachdem Breitkreutz eine Berufsausbildung zum Kaufmann im Gesundheitswesen absolviert hatte, begann er eine berufliche Tätigkeit im Sozialdienst des Universitätsklinikums Augsburg.